# Buffalo buffalo Buffalo buffalo buffalo buffalo Buffalo buffalo

Förenklat parseträd:
PN = proper noun (egennamn)
N = noun (substantiv)
V = verb
NP = noun phrase (nominalfras)
RC = relative clause (relativsats)
VP = verb phrase (verbfras)
S = sentence (mening)

"Buffalo buffalo Buffalo buffalo buffalo buffalo Buffalo buffalo" är en engelsk grammatiskt korrekt mening som är ett exempel för hur homonymer och homofoner kan användas tillsammans för att skapa komplicerade meningar.
Ordet "buffalo" i detta fall har tre betydelser:
- staden Buffalo, s
- djuret buffel (i en kollektiv pluralform), d
- ett verb med betydelsen skrämma, v

Med markeringar för betydelse blir meningen:
Buffalos buffalod Buffalos buffalod buffalov buffalov Buffalos buffalod.
Översatt:
Buffalobufflar [som] Buffalobufflar skrämmer, skrämmer Buffalobufflar.